# سنترویل (اوهایو)
سنترویل(به انگلیسی: Centerville) شهری در ایالت اوهایو کشور ایالات متحده آمریکا است که جمعیت آن در سرشماری سال ۲۰۱۰ میلادی، ۲۳٬۹۹۹ نفر بوده‌است.